# Hollywood Pictures
Hollywood Pictures — кінематографний підрозділ компанії Walt Disney, заснований у 1989. Як компанії «Touchstone Pictures» і «Miramax Films» займається випуском фільмів для дорослішої аудиторії, ніж «Walt Disney Pictures». Дебютом став фільм «Арахнофобія».
У той час керівник Діснея Майкл Айснер мало займався компанією, тому що більше часу і коштів приділяв вже розвинутій «Touchstone Pictures». Єдиним винятком став фільм «Шосте почуття», який зібрав в кінотеатрах США більш ніж 200 мільйонів доларів.
Компанія не діяла з 2001, однак у 2007 відновила свою діяльність.